# Sékou Berthé
Sékou Berthé (ur. 7 października 1977 w Bamako) – malijski piłkarz występujący na pozycji obrońcy, reprezentant kraju.

## Kariera
Berthé karierę rozpoczynał w zespole Djoliba AC. Następnie był zawodnikiem AS Monaco, jednak w barwach pierwszej drużyny nie rozegrał żadnego oficjalnego spotkania i występował jedynie w rezerwach. Od sezonu 1999/00 reprezentował barwy zespołu Troyes AC, z którym w 2001 grał w Pucharze Intertoto. Sam rozegrał w tych rozgrywkach dwa spotkania - z VfL Wolfsburg (2:2) i Newcastle United (0:0).
W sezonie 2002/03 bronił barw West Bromwich Albion. W rozgrywkach ligowych rozegrał 2 spotkania i strzelił jednego gola oraz zdobył jedną żółtą kartkę, natomiast w rozgrywkach o Puchar Ligi Angielskiej wystąpił w jednym meczu. W 2005 roku odszedł z klubu. W kolejnych latach występował jeszcze w greckim Panioniosie, rodzimym AS Bakaridjan, a także w irańskim Persepolis. W 2011 roku zakończył karierę.